# 数学書房
数学書房（すうがくしょぼう）は、日本の出版社。
数学を中心とする学術書を出版しているが、数学が専門外の人にとっても親しんでもらえるような入門的な本も出版している。
出版以外にも講師を招いて数学の講座を不定期で開催している。